# فاينس (إسبانيا)
بلدية فاينس (بالإسبانية: Fines)‏, هي بلدية تقع في مقاطعة المرية. جنوب شرق إسبانيا. يبلغ عدد سكانها 2.032 نسمة.

## وصلات خارجية
- (بالإسبانية)